# Achnopogon virgatus
Achnopogon virgatus, biljna vrsta iz porodice glavočika. Endem je iz venezuelske države Bolivar.
Vrsta je opisana 1957.